# Камыр-Суу
Камыр-Суу (кирг. Камыр-Суу) — село в Кара-Сууском районе Ошской области Кыргызстана. Входит в состав Папанского айылного аймака.

## География
Село расположено в северо-западной части области, на правом берегу реки Ак-Буура, вблизи места впадения в неё реки Камыр-Суу, на расстоянии приблизительно 42 километров (по прямой) к юго-юго-востоку от города Кара-Суу, административного центра района.

## История
Населённый пункт получил статус села 28 июля 2015 года.

## Население
Согласно оценочным данным Национального статистического комитета Кыргызской Республики, численность населения села на начало 2023 года составляла 1301 человек.
| год     | 2020 | 2021 | 2023 |
| ------- | ---- | ---- | ---- |
| человек | 1250 | 1237 | 1301 |